# Agrotis glaucina
Agrotis glaucina är en fjärilsart som beskrevs av Igor Kozhanchikov 1923. Agrotis glaucina ingår i släktet Agrotis och familjen nattflyn. Inga underarter finns listade i Catalogue of Life.